# Leleszi-patak
A Leleszi-patak a Mátrában ered, Szentdomonkos településtől keletre, Heves vármegyében, mintegy 280 méter tengerszint feletti magasságban. A patak forrásától kezdve délnyugati irányban halad, majd Pétervására délnyugati részénél éri el a Tarna-patakot.
A Leleszi-patak jobb oldali mellékvizei a Darázs-patak, a Domonkos-patak, a Nagy-völgyi-patak és ez utóbbi mellékvize a Mocsolyás-patak. A patakba balról csak az 1,3 kilométer hosszú Göd-ér és a 2,1 kilométer hosszúságú Bokor-patak torkollik bele.

## Part menti települések
A patak partjai mentén több, mint 5500 fő él.
- Szentdomonkos
- Tarnalelesz
- Bükkszenterzsébet
- Pétervására